# Georg Johann Mattarnovi
Georg Johann Mattarnovi (in russo Георг Иоганн Маттарнови?; Prussia, ... – San Pietroburgo, 2 novembre 1769) è stato un architetto tedesco, che ha operato a San Pietroburgo. Delle sue opere ci è giunta soltanto la Kunstkamera. Fu allievo di Andreas Schlüter.